# Jacques Léon Dusautoy
Jacques Léon Dusautoy, né le 18 octobre 1817 à Meaux et mort le 22 septembre 1894 à Fontainebleau, est un peintre français.

## Biographie
Jacques Léon Dusautoy est le fils de Jean Baptiste Dusautoy, bijoutier, et d'Adélaïde Agathe Girard.
Élève de Michel Martin Drölling, il expose au Salon de 1838 à 1874.
En 1851, il épouse Marie Jeanne Delphine Coulon.
Il s'installe à Fontainebleau où il devient directeur de l'école de peinture et de dessin.
Il meurt à l'âge de 76 ans.

## Distinction
Il est officier de l'instruction publique.

## Œuvres exposées aux Salons parisiens
- Portrait en pied de M. C. G., au Salon de 1838
- Portraits en pied de M. et Mme J., au Salon de 1840
- Mascarade improvisée par des artistes le jour du mardi gras 1840, au Salon de 1841
- Portrait de Mme E. Denain, artiste du Théâtre-Français, au Salon de 1843
- Portrait de l'auteur, au Salon de 1843
- Portrait de Mme A. F., au Salon de 1843
- Portrait de Mme A. R., au Salon de 1844
- Portrait de Mme W., au Salon de 1846
- Portrait de Mlle Scriwaneck, au Salon de 1846
- Portrait de Mme D., artiste du théâtre du Vaudeville, au Salon de 1847
- Portrait de M. E. B., au Salon de 1847
- Portrait de Mlle Joséphine H., au Salon de 1848
- Portrait de Mme A. S., au Salon de 1849
- Portrait de M. R. L., au Salon de 1849
- Portrait de Mme A. M., au Salon de 1849
- Portrait de M. A. O., au Salon de 1850
- Femme des Pyrénées, au Salon de 1852, étude
- Portrait de Mlle L. L., au Salon de 1853
- Portrait du docteur C., au Salon de 1857, pastel
- Portrait de Mlle C. S., au Salon de 1857
- Portrait de Mme M. d’A., au Salon de 1863
- Portrait de Mme C., au Salon de 1863
- Portrait en pied des enfants de M…, au Salon de 1867
- Pour le château, au Salon de 1867
- Portrait de Mme S., au Salon de 1868
- Portrait de M. A. S., au Salon de 1872, pastel
- Portrait de M. G. T…, au Salon de 1873
- Le premier bijou, au Salon de 1874
- Le sommeil, d’après le Titien, au Salon de 1874, pastel